# 舞影行動
舞影行動是香港廉政公署於2003年7月進行的反貪污拘捕行動，一度拘捕22人，包括英皇娛樂的楊受成、無綫電視的何麗全、時任環球唱片香港區總裁陳少寶、歌手麥浚龍和他的經理人。事件牽涉一些英皇娛樂歌手接受調查，包括歌手容祖兒、謝霆鋒、陳奕迅和王傑等人。因事件涉及娛樂圈行賄、買獎等醜聞，致使原為每季舉辦的《勁歌金曲季選》於2004年起改為通常每年只舉辦兩次的《勁歌金曲優秀選》。
2004年，由於廉署在拘捕過程中程序出錯，所以其中一位涉案人陳少寶在香港的區域法院被裁定無罪。最終事件大致上變成不了了之，對廉署的公信力造成打擊，繼而被某些傳媒譏之為「無影行動」。
而早在舞影行動發生之前，廉政公署已經懷疑有電台高層及DJ收受利益，而令英皇唱片公司指定力捧的歌手大量歌曲可以在「中文歌曲龍虎榜」中奪取高位置，繼而更能在 第二十四屆十大中文金曲上大豐收。
據報稱由於英皇娛樂，自九九年開始雄霸整個娛樂圈，旗下歌手得到各方傳媒鼎力支持，每逢大show或者頒獎禮，幾乎都給英皇壟斷，因此惹來其他唱片公司不滿，紛紛懷疑另有內情。而廉署方面一直在留意，並早在2000年已開始搜集證據，經過大半年，對官營的香港電台作出深入調查，廉署在2001年5月終於有所發現，懷疑電台內有人收取利益。鎖定調查人物，調查涉及唱片公司與電台高層、DJ的交易，歌曲流行榜的公正性，但最後不了了之。
這一屆的頒獎典禮，英皇唱片公司最後真的大豐收，在頒獎典禮上共奪得14個獎項。而最大爭議的獎項是IFPI 全年最高銷量大碟獎， 這一個獎項不是由香港唱片商會頒發的，而是由IFPI 與香港電台合頒的，而當時的Ifpi頒獎典禮，由於過份偏頗英皇歌手，而引起爭議。另外，當時這個獎項的大熱為鄭秀文的《Shocking Pink》， 業內業外都一致認為這張專輯是最高銷量的大碟，最後卻大熱倒灶。